# Le Sauvage
Le Sauvage is een Franse film  van Jean-Paul Rappeneau die werd uitgebracht in 1975.
De film doet denken aan de Amerikaanse screwball comedy uit de jaren 1930-1940, een genre waar de strijd der seksen centraal staat.

## Verhaal
Martin, parfumeur van beroep, heeft genoeg van het mondaine oppervlakkige leven in Parijs en heeft zich teruggetrokken op een eilandje in de Caraïben. In Caracas, waar hij even verblijft, komt hij 's avonds laat in zijn hotel toevallig in aanraking met Nelly. Zij is een temperamentvolle jonge vrouw die op de vlucht is voor haar verloofde. Na hun verlovingsfeest van de dag voordien heeft ze immers besloten haar praatzieke en opdringerige aanstaande bruidegom te verlaten. Tijdens haar vlucht heeft ze nog de tijd gevonden een schilderij van Henri de Toulouse-Lautrec weg te graaien bij haar ex-werkgever, de uitbater van een nachtclub, omdat die weigert haar het geld uit te betalen waarop ze nog recht heeft. 
De verloofde en de ex-werkgever slaan de handen ineen en zitten nu samen achter haar aan. Nelly zoekt beschutting bij Martin. Omdat deze niet met haar opgescheept wil zitten zet hij haar aan de luchthaven af opdat ze naar Frankrijk zou kunnen terugkeren. Opgelucht zoekt hij zijn eilandje weer op.

## Rolverdeling
| Acteur            | Personage        |
| ----------------- | ---------------- |
| Yves Montand      | Martin           |
| Catherine Deneuve | Nelly Ratabou    |
| Luigi Vannucchi   | Vittorio         |
| Tony Roberts      | Alex Fox         |
| Bobo Lewis        | Miss Mark        |
| Dana Wynter       | Jessie Coutances |
| Gabriel Cattand   | mijnheer Delouis |
| Vernon Dobtcheff  | mijnheer Coleman |